# Jackalope

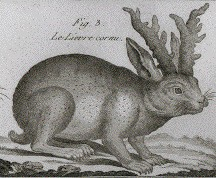
Ilustração de um Lepus cornutus, criatura acreditada pelos europeus dos séculos XVI a XVIII como realmente existente, mas atualmente tida como fictícia.

O jackalope, ou lebre-cornuda, são criaturas do folclore europeu e norte-americano, descritas como lebres ou por vezes coelhos vulgares, com a exceção de possuirem cornos ou galhadas no topo da cabeça. Alguns acreditam que as histórias de jackalopes foram inspiradas por avistamentos de coelhos infectados com shope papilomavírus, que provoca o crescimento de tumores semelhantes a chifres  em diversos lugares da cabeça e do corpo do coelho.
No entanto, criaturas como o grifo e a quimera talvez sugiram que o conceito de um animal híbrido ocorre em muitas culturas. Uma espécie de lebre comum no continente sul americano é chamada de antílopes jackrabbit (algo como lebre-antílope, em português), devido à sua capacidade de correr rapidamente como um antílope; que teria sido fácil de imaginar (para o efeito cômico), que esta lebre tivesse chifres de um antílope.